# هربرت جيفرسون جونيور
هربرت جيفرسون جونيور (بالإنجليزية: Herbert Jefferson, Jr.)‏ هو ممثل أمريكي، ولد في 28 سبتمبر 1946 بساندرفيل في الولايات المتحدة.

## أعمال

### أفلام
- (1995) أبولو 13[3][4][5]

## وصلات خارجية
- هربرت جيفرسون جونيور على موقع IMDb (الإنجليزية)
- هربرت جيفرسون جونيور على موقع أول موفي (الإنجليزية)
- هربرت جيفرسون جونيور على موقع قاعدة بيانات الفيلم (الإنجليزية)